# Shaheyingzhen (ort i Kina, Shaanxi, lat 33,14, long 107,25)
Shaheyingzhen är en ort i Kina. Den ligger i provinsen Shaanxi, i den nordvästra delen av landet, omkring 200 kilometer sydväst om provinshuvudstaden Xi'an. Antalet invånare är 16 224. Befolkningen består av 8 031 kvinnor och 8 193 män. Barn under 15 år utgör 16,0 %, vuxna 15-64 år 72 %, och äldre över 65 år 10,0 %.
Runt Shaheyingzhen är det ganska tätbefolkat, med 199 invånare per kvadratkilometer. Närmaste större samhälle är Chenggu Xian, 7,0 km öster om Shaheyingzhen. I omgivningarna runt Shaheyingzhen växer i huvudsak blandskog.
Genomsnittlig årsnederbörd är 1 044 millimeter. Den regnigaste månaden är juli, med i genomsnitt 226 mm nederbörd, och den torraste är december, med 2 mm nederbörd.